# Гревилл, Джордж, 2-й граф Уорик
Джордж Гревилл, 2-й граф Уорик (англ. George Greville, 2nd Earl of Warwick; 16 сентября 1746 — 2 мая 1816) — британский дворянин и политик. Он носил титул учтивости — лорд Гревилл с 1746 по 1773 год.

## Происхождение и образование
Родился 16 сентября 1746 года в Уорикском замке. Он был крещен 10 октября 1746 года в церкви Святой Марии в Уорике. Спонсором крещения был король Великобритании Георг II. Старший сын Фрэнсиса Гревилла, 1-го графа Брука и 1-го графа Уорика (1719—1773), и Элизабет Гамильтон (1720—1800).
Он получил образование в Итонском колледже (1753—1754), а в сентябре 1764 года в поступил в колледж Крайст-черч Оксфордского университета. Он также учился в Эдинбургском университете, где поселился у известного историка Уильяма Робертсона.

## Карьера
Джордж Гревилл заседал в Палате общин Великобритании от избирательного округа Уорик с 1768 по 1773 год. Он был членом Королевского общества с декабря 1767 года и Общества антикваров с февраля 1768 года. В 1770 году он был назначен лордом Совета о торговле.
6 июля 1773 года Гревилл унаследовал от отца титул графа Уорика и покинул Палату общин. Он также покинул свой пост в Торговой палате в 1774 году, хотя с 1773 по 1816 год он служил регистратором в Уорике.
С 1795 года — полковник Уорикширского полка. С 1795 по 1816 год она также занимал должность лорда-лейтенанта графства Уорикшир. Регистратор (судья) Уорвика с 1773 по 1816 год.
Лорд Уорик внезапно скончался 2 мая 1816 года в возрасте 69 лет на Грин-стрит, Парк-лейн, Лондон . Он был похоронен в Уорике 12 мая 1816 года.
В «Жизнеописаниях знаменитых людей» записано, что «последняя часть жизни графа прошла в нищете, унижениях и несчастьях». В Биографическом указателе Палаты лордов записано, что «этот пэр проявил преобладающий вкус к химии, и, если мы не сильно ошибаемся, на его имя был выдан патент на мыло для военно-морского флота, которое не свертывается в соленой воде».

## Коллекционер и меценат

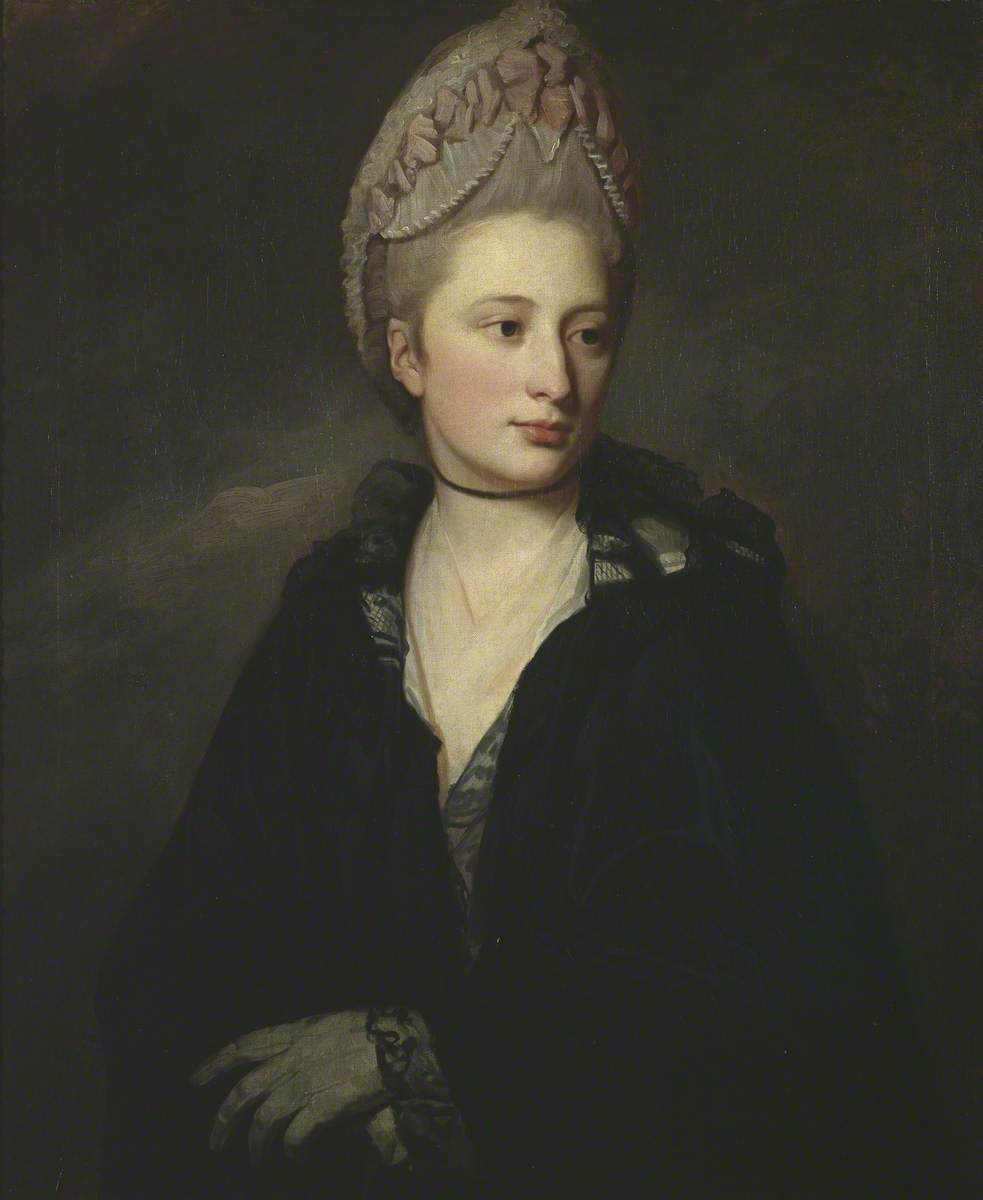
Джорджиана, графиня Уорик, первая супруга 2-го графа Уорика, портрет Джорджа Ромни 1771—1772 годы

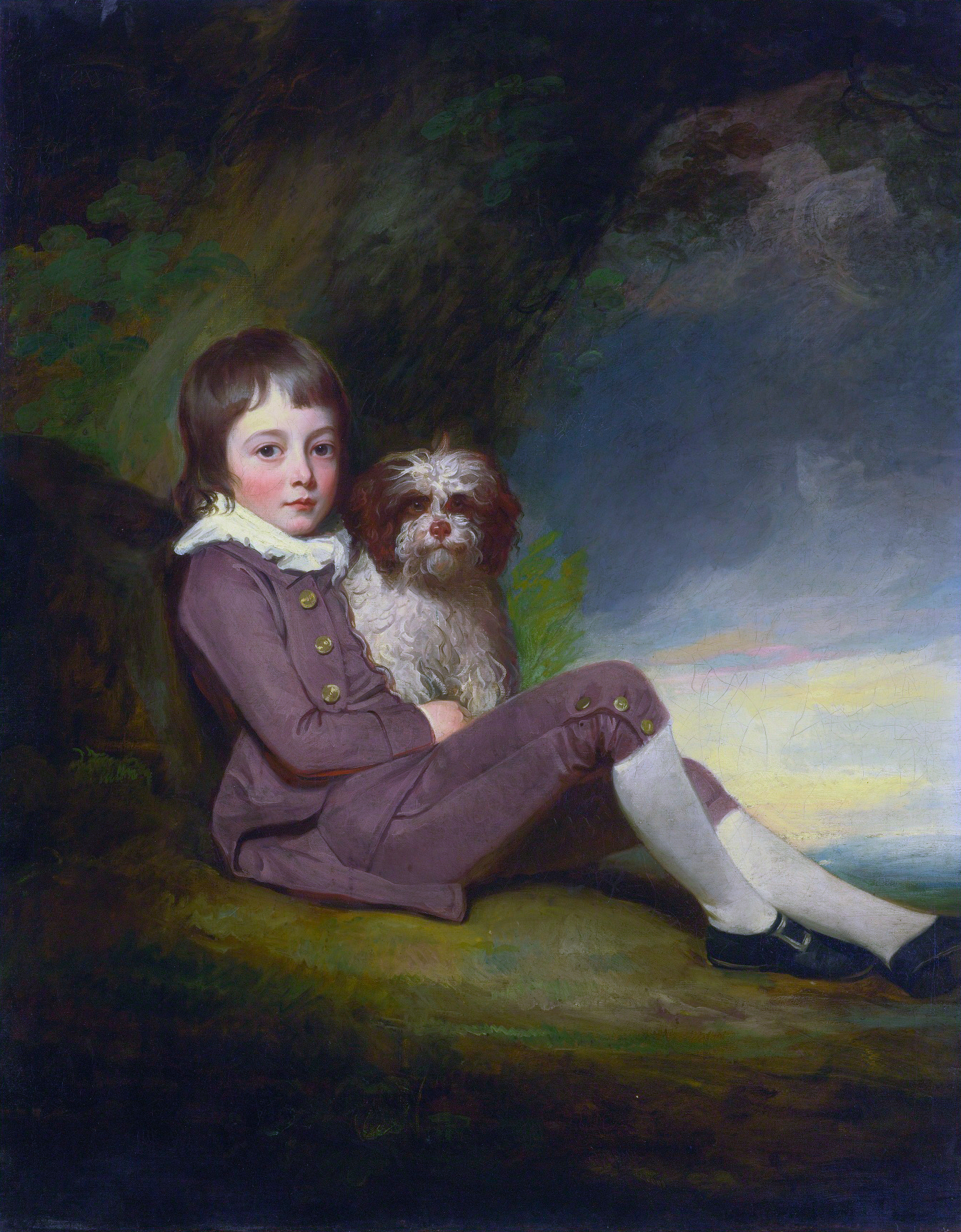
Джордж, лорд Брук (1772—1786) (Джордж Ромни)

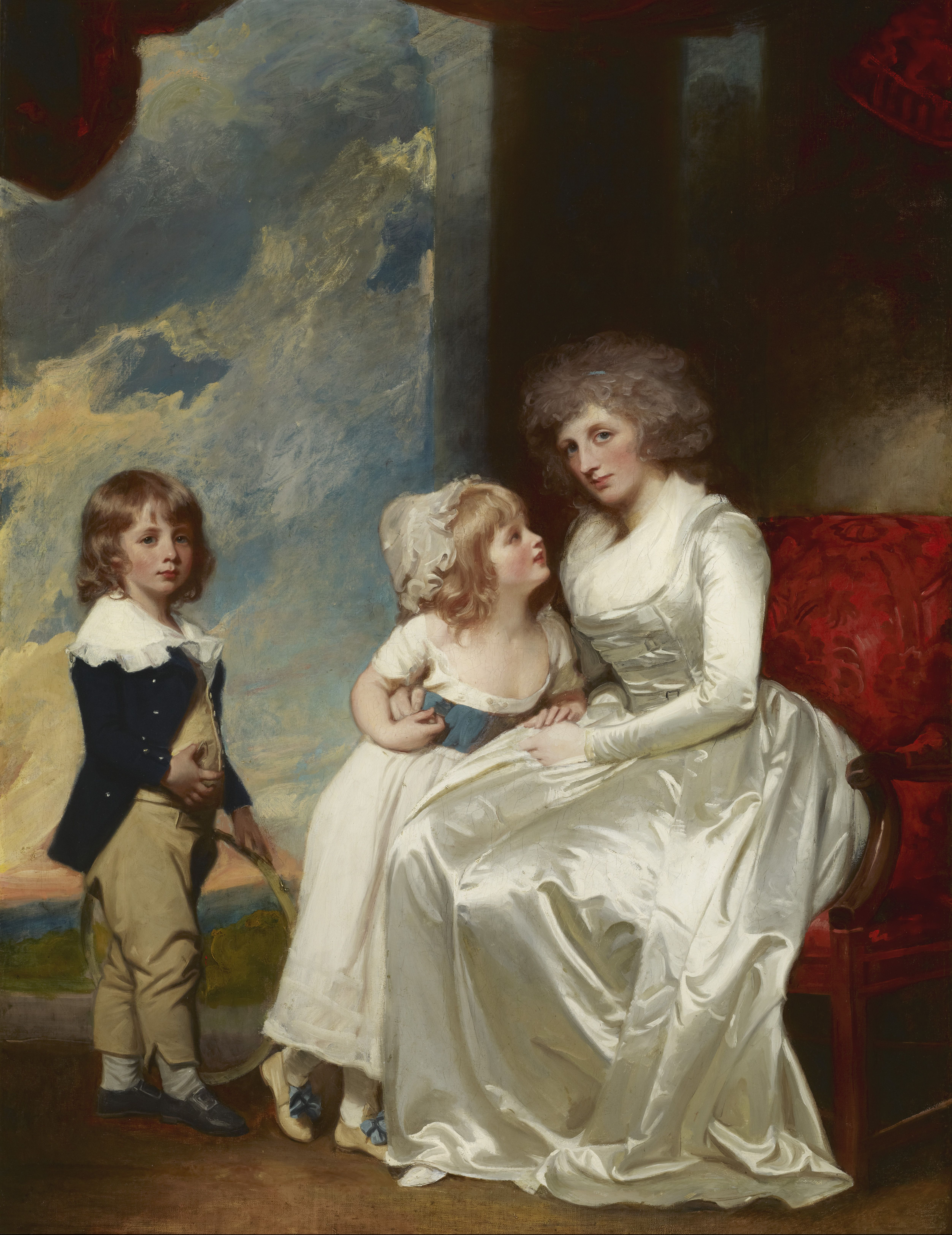
Генриетта, графиня Уорик, и её дети, Джордж Ромни, 1787—1889 годы

Джордж Гревилл, вероятно, был одним из крупнейших собирателей коллекции семьи Гревилл в Уорикском замке. Его самой большой покупкой была печально известная ваза Уорика, приобретенная у его дяди сэра Уильяма Гамильтона к 1778 году. Хотя он снабдил замок несколькими произведениями классической античности, его основной интерес был к портретам. Он собрал, по его собственным словам, «бесподобную коллекцию картин сэра Питера Пауля Рубенса и сэра Антониса ван Дейка», некоторые из которых до сих пор находятся в коллекции Уорикского замка. Первый подробный перечень изображений датируется 1809 годом и отражает широкий спектр изображений, собранных графом. Однако до сих пор неясно, какие картины уже находились в коллекции его отца и откуда именно он взял основные произведения.
Граф Уорик также был покровителем художников. По словам его друга Оливии Уилмот Серрес, Джордж потратил 100 000 фунтов стерлингов на украшение замка и что «в тот период [до банкротства графа] знаменитые художники получали в замке щедрую поддержку и щедро вознаграждались за свой труд».
Он был покровителем Джона Хигтона, Джорджа Ромни, которому он заказал несколько портретов своих детей и двух жен. Граф был также покровителем художников Джона Уорвика Смита, Джона Уэстбрука Чендлера и Джорджа Огастеса Уоллиса.

## Браки и дети
1 апреля 1771 года в церкви Святого Георгия на Ганновер-сквер Джордж Гревилл женился первым браком на женился на достопочтенной Джорджиане Пичи (11 августа 1752 — 1 апреля 1772), дочери Джеймса Пичи, 1-го барона Селси, и леди Джорджианы Кэролайн Скотт. У пары родился один сын:
- Джордж Гревилл, лорд Брук (25 марта 1772 — 2 мая 1786)

Леди Гревилл умерла при родах в возрасте 19 лет. 14 июля 1776 года в доме графа Гоуэра, Уайтхолл, Лондон, лорд Гревилл женился вторым браком на Генриетте Вернон (август 1760 — 22 апреля 1838), дочери Ричарда Вернона и леди Эвелин Левесон-Гауэр. У супругов было четверо детей:
- Генри Гревилл, 3-й граф Уорик (29 марта 1779 — 10 августа 1853), старший сын и преемник отца.
- Генерал-майор Сэр Чарльз Джон Гревилл[англ.] (1780—1836)[8]
- Леди Генриетта Луиза Гревилл (1785 — 8 ноября 1838), в 1805 году вышла замуж за Томаса Скотта, 2-го графа Клонмелла[англ.].
- Леди Огаста София Гревилл (октябрь 1787 — 2 марта 1845)[9], в 1821 году вышла замуж за Хениджа Финча, 5-го графа Эйлсфорда[англ.].